# Ovobathysciola supramontana
Ovobathysciola supramontana es una especie de escarabajo del género Ovobathysciola, familia Leiodidae. Fue descrita por Casale en 2014.

## Distribución
Se encuentra en Cerdeña, Italia. 